# Pastores dabo vobis
Pastores dabo vobis (Os daré pastores) es una exhortación apostólica publicada tras el Sínodo de Obispos por el Papa San Juan Pablo II, el 25 de marzo de 1992. 

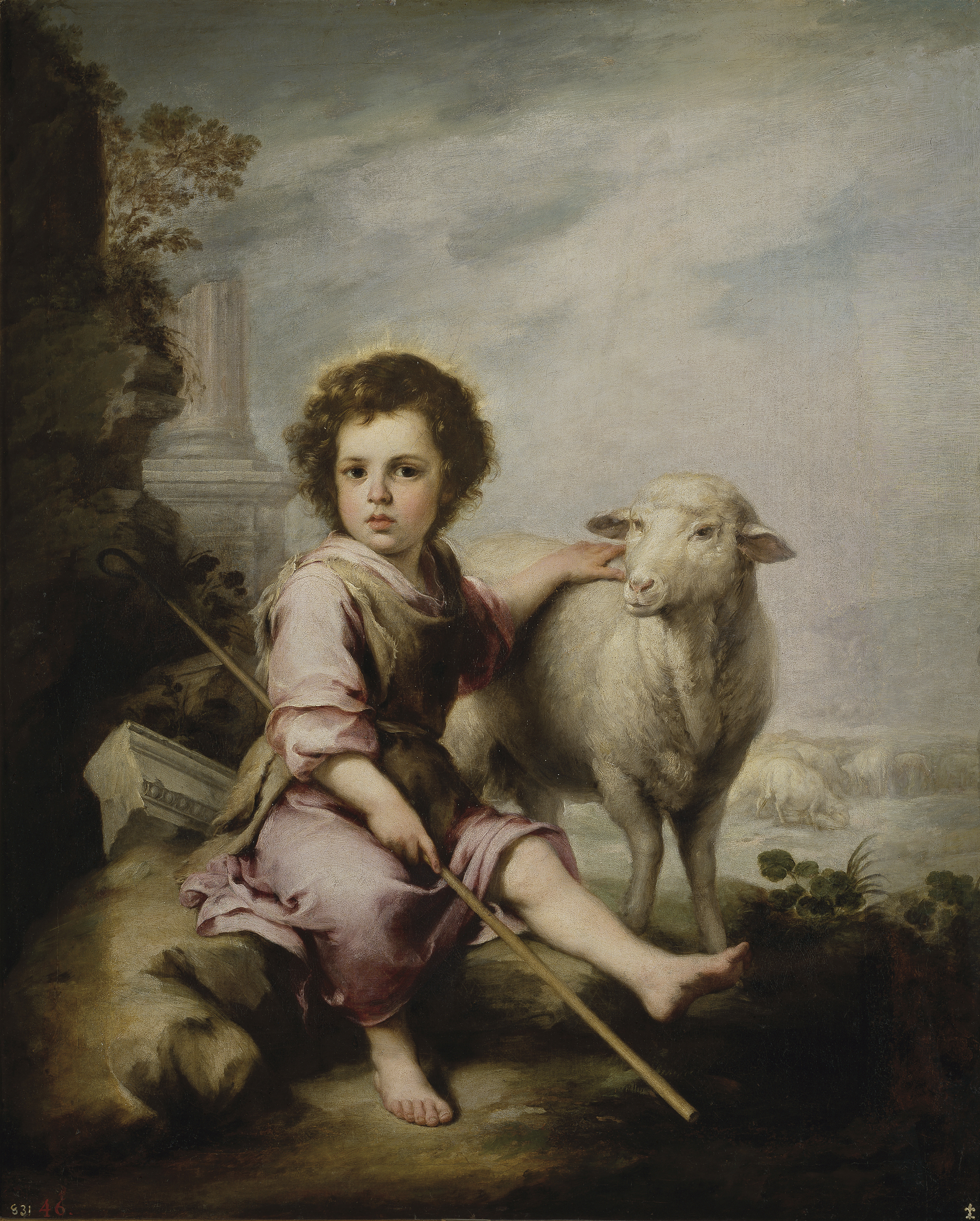
El Buen Pastor, de Murillo representa al Niño Jesús como realización de la metáfora bíblica del Buen Pastor que apacienta y cuida a su rebaño,

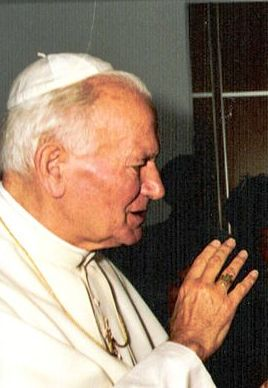
Juan Pablo II en 1991.

## Ocasión del documento
Del 30 de septiembre al 28 de octubre de 1990 se celebró en Roma la VII Asamblea General Ordinaria del Sínodo de Obispos, con el tema "La formación de los sacerdotes en las circunstancias actuales".  Tras la clausura del Sínodo, y tomando ocasión del estudio realizado por los padres sinodales, el Papa publicó esta Exhortación Apostólica, que dirige al episcopado, al clero y a los fieles, sobre la formación del sacerdocio en la situación actual.

## Estructura y contenido
La exhortación consta de 82 puntos, distribuidos en seis capítulos precedidos de una introducción (nn. 1-4). Los títulos de los capítulos y los epígrafes que se sitúan dentro de cada uno de ellos dan una primera aproximación de su contenido.

### Introducción
- La encíclica comienza asíː

«Os daré pastores según mi corazón» (Jer 3, 15). Con estas palabras del profeta Jeremías Dios promete a su pueblo no dejarlo nunca privado de pastores que lo congreguen y lo guíen: «Pondré al frente de ellas (o sea, de mis ovejas) Pastores que las apacienten, y nunca más estarán medrosas ni asustadas» (Jer 23, 4).

### Capítulo I. Tomado de entre los hombres. La formación sacerdotal ante los desafíos del segundo milenio.
- El sacerdote en su tiempo (n. 5)
- El Evangelio hoy: esperanzas y obstáculos (nn. 6-7)
- Los jóvenes ante la vocación y la formación sacerdotal (nn. 8-9)
- El discernimiento evangélico (nn. 10)

### Capítulo II. Me ha ungido y me ha enviado.
- Naturaleza y misión del sacerdocio ministerial
- Mirada al sacerdote (nn. 11-)
- En la Iglesia misterio, comunión y misión (12)
- Relación fundamental con Cristo, Cabeza y Pastor (13-15)
- Al servicio de la Iglesia y del mundo (nn. 16-18)

### Capìtulo III. El espíritu del Señor está sobre mí
- La vida espiritual del sacerdote (nn. 19.
- La vida espiritual en el ejercicio del ministerio (nn. 24
- Existencia sacerdotal y radicalismo evangélico (nn. 27)
- Pertenencia y dedicación a la Iglesia particular (nn. 31
- «Renueva en sus corazones el Espíritu de santidad» (nn. 33)

### Capítulo IV. Venid y lo veréis
- La vocación sacerdotal en la pastoral de la Iglesia (nn. 34-35)
- El diálogo vocacional: iniciativa de Dios y respuesta del hombre (nn. 36-37)
- Contenidos y medios de la pastoral vocacional (nn. 38-40)
- Todos somos responsables de las vocaciones sacerdotales (nn. 41)

### Capítulo V. Instituyó doce para que estuvieran con él.
- Formación de los candidatos al sacerdocio
- Vivir, como los apóstoles, en el seguimiento de Cristo (n. 42).

#### I. Dimensiones de la formación sacerdotal
- La formación humana, fundamento de toda la formación sacerdotal (nn. 43-44)
- La formación espiritual: en comunión con Dios y a la búsqueda de Cristo (nn. 45-50)
- Formación intelectual: inteligencia de la fe (nn. 51-56)
- La formación pastoral: comunicar la caridad de Jesucristo, buen Pastor (nn. 57-59)

#### II. Ambientes de la formación sacerdotal
- La comunidad formativa del Seminario mayor (nn. 60-62)
- El Seminario menor y otras formas de acompañamiento vocacional (nn. 63-64)

#### III. Protagonistas de la formación sacerdotal
- La Iglesia y el Obispo (n. 65)
- La comunidad educativa del Seminario (n. 66)
- Los profesores de teología (n. 67)
- Comunidades de origen, asociaciones, movimientos juveniles (n. 68)
- El mismo aspirante (n. 69)

### Capítulo VI. Te recomiendo que reavives el carisma de Dios que está en ti.
- Formación permanente de los sacerdotes
- Razones teológicas de la formación permanente (n. 70)
- Los diversos aspectos de la formación permanente (nn. 71-72)
- Significado profundo de la formación permanente (nn. 73-75)
- En cualquier edad y situación (nn. 76-77)
- Los responsables de la formación permanente (nn. 78-79)
- Momentos, formas y medios de la formación permanente (nn. 80-81)

### Conclusión
- (n. 82) «Os daré pastores según mi corazón» (Jer 3, 15).